# Anneline Kriel
Anneline Kriel (Pretoria, 28 de julio de 1955) es una actriz, modelo y ex-reina de belleza sudafricana. Concursando como Miss Sudáfrica, ganó el título de Miss Mundo en 1974, después de que Helen Morgan del Reino Unido dimitera cuatro días después de su victoria. Anneline es la segunda mujer sudafricana en recibir el título de Miss Mundo, después de Penelope Coelen en 1958.

## Biografía
Kriel nació en Pretoria y se crio en el pueblo minero de Witbank; su padre era un carcelero. Tiene dos hermanos, todos estudiaron en la Hoërskool Generaal Hertzog.
Cuando era estudiante, vivía en Huis Asterhof (anteriormente Vergeet-mi-nie) mientras estudiaba Teatro en la Universidad de Pretoria. Mientras estudiaba, actuó en un cortometraje llamado "Somer", el cual estaba basado en una historia escrita por CM van den Heever. También actuó en un cortometraje para televisión en afrikáans, llamado "Storieboekmoord". Fue electa reina de la Asociación de Estudiantes de la Universidad, y le fue ofrecido participar en el Miss Sudáfrica, luego de haber ganado el concurso de belleza Miss Transvaal del Norte. Ganó el título de Miss Sudáfrica en 1974, y se convirtió en Miss Mundo (después de que inicialmente terminara como primera finalista) cuando Helen Morgan, del Reino Unido, renunciara cuatro días luego de haber sido electa.

## Carrera
Kriel tenía diecinueve años cuando fue electa Miss Mundo en 1974. Su elección marcó un período tumultuoso en la historia contemporánea sudafricana, debido a que ocurrío cuando el boicot internacional contra Sudáfrica debido al sistema de apartheid estaba en su pleno apogeo. Como resultado, en muchas ocasiones recibió ataques de la prensa internacional, que la mostraba como la imagen del régimen de apartheid sudafricano. En apoyo al boicot, el Reino Unido y Australia rechazaron aceptar su visita como parte de la gira mundial organizada por la Organización Miss Mundo.
La cantante galesa Shirley Bassey (una de las juezas del concurso de 1974) también protestó en contra de la elección de Kriel. Aun así, Estados Unidos aceptó unas semanas más tarde la visita de Kriel, y Kriel empezó a aparecer en la televisión norteamericana. En Sudáfrica, su victoria en el concurso recibió una respuesta entusiasta de tanto el público como los medios de comunicación locales.
Al culminar su periodo como Miss Mundo en 1975 y entregar su corona a la puertorriqueña Wilnelia Merced, Anneline se dedicó a su carrera como modelo. En marzo de 1976, Kriel fue involucrada en un escándalo ocasionado por unas fotos de ella desnuda que aparecieron en el diario sudafricano Sunday Times. Roy Hilligenn tomó las fotografías y las vendió a un diario británico por un monto de R100.000. Las fotos revelavan que estaba tomando el sol al desnudo mientras vacacionaba con su novio Richard Loring.
Luego del Miss Mundo, Kriel trabajó como modelo en Italia durante cinco años. Fue la imagen de la cerveza Birra Peroni en anuncios televisivos y de medios escritos, además de pasarelas en París y Nueva York contratada por la Johnny Casablanca Model Management Agency. Más adelante, se convirtió en embajadora de varias marcas de productos de belleza y completó sus estudios de Teatro en la Universidad de Pretoria. También ha protagonizado varias películas, telenovelas y obras de teatro en idioma afrikáans, así como la película sudafricana en inglés Kill and Kill Again, la cual debutó en el segundo lugar de la taquilla norteamericana.
En 1981, Kriel grabó un sencillo de música pop, "He Took Off my Romeos".
En 2007, Kriel, amiga de la familia Goldin, asistió a los juicios en contra de los asesinos del actor Brett Goldin y el diseñador de moda, Richard Bloom.
En 2017, el famoso vestido bordado con Krugerrands que vistió Kriel como su traje típico en Miss Mundo 1974, fue puesto en exhibición en el Prins and Prins Diamonds Museum of Gems and Jewellery de Ciudad del Cabo. Ese mismo año, Kriel generó controversia luego de sugerir que el entonces Presidente de Sudáfrica Jacob Zuma debía ser enjuiciado por delitos en contra de la humanidad en la Corte Penal Internacional de La Haya por su incapacidad para proteger a los agricultores blancos en Sudáfrica.
En 2018, Kriel añadió otro vestido de noche que usó en el Miss Mundo 1974 a la exhibición del Prins and Prins Diamonds Museum of Gems and Jewellery. Ese mismo año, Kriel asistió a la celebración del sexagésimo aniversario del concurso Miss Sudáfrica en Pretoria.
El 7 de septiembre de 2019, Kriel fue invitada a la ceremonia anual llevada a cabo en el monumento Wtikruis en memoria de los agricultores blancos que han sido asesinados, ubicado entre Mokopane (Potgietersrus) y Polokwane (Pietersburg), en Sudáfrica. A la fecha, Kriel ha aparecido en la portada de la revista Huisgenoot 33 veces.

## Vida personal
Kriel regresó a Sudáfrica desde Nueva York para casarse con el magnate hotelero Sol Kerzner en 1980, del cual se divorciaría cinco años más tarde. Luego se convertiría al judaísmo en Suiza bajo la supervisión del rabino Mordechai Piron, para entonces el rabino del Israelitische Cultusgemeinde Zürich (ICZ), la congregación judía más grande en Suiza. En 1989, se casó con el millonario criador de caballos Philip Tucker en Johannesburgo, donde vivieron y tuvieron dos niñas; Tayla y Witney. Se divorciaron nueve años más tarde, en 1994. Obtuvo la custodia de sus hijas luego de un largo y mediático proceso, con la condición de que las hijas tenían que ser criadas en un hogar judío observante y que las niñas compartieran algunas de las festividades judías incluyendo Yom Kippur cada año intermedio, con su padre.
Kriel se casó con Peter Bacon, el CEO y anterior protegido de Kerzner, el 28 de marzo de 1996. La pareja reside actualmente reside en Mauricio.
Kriel y Sol Kerzner intentaron que se prohibiera legalmente la publicación de Kerzner Unauthorised, una biografía no autorizada de Sol Kerzner escrita por Allan Breenblo, alegando que contenido afectaría sus reputaciones. En 1997, un tribunal de Johannesburgo prohibió la publicación, mercadeo y venta del mismo.

## Filmografía
| Año       | Título                                     | Rol               | Notas        |
| --------- | ------------------------------------------ | ----------------- | ------------ |
| 1973      | Storieboekmoord                            |                   | Serie de TV  |
| 1974      | Somer                                      | Linda du Preez    | Largometraje |
| 1976-1980 | Birra Peroni                               |                   | TV           |
| 1978      | Iemand Soos Jy                             | Roelien Allman    | Largometraje |
| 1981      | Kill and Kill Again                        | Kandy Kane        | Largometraje |
| 1981      | Oh George                                  | Amanda            | Serie de TV  |
| 1984      | The Wrong time of the Year                 |                   | Stage Play   |
| 1985      | The Marriage-Go-Round                      | Katrin            |              |
| 1985      | Van der Merwe P.I.                         | Angel Labuschagne | Largometraje |
| 1985      | Skoppensboer                               | Hedda Steger      | Serie de TV  |
| 1987      | Ballade vir n Enkeling (primera temporada) | Alicia Francke    | Serie de TV  |
| 1989      | Veels Geluk Happy Returns                  | Herself           | Talk show    |
| 1989      | The Tangent Affair                         | Venetia Tangent   | Largometraje |
| 1990      | Reason to Die                              | Lena Wallace      | Largometraje |
| 1999      | Make a Meal of It                          | Herself           | TV           |
| 2017      | Half uur met Hanlie                        | Herself           | Talk Show    |
| 2019      | Tussen Ons                                 | Herself           | Talk Show    |
| 2019      | Huppel in die stap                         | Herself           | TV           |
| 2019      | Kwela                                      | Herself           | Talk Show    |